# Barthélemy Yaouda Hourgo
Barthélemy Yaouda Hourgo (* 31. Januar 1964 in Mayo-Ouldémé) ist ein kamerunischer Geistlicher und römisch-katholischer Bischof von Yagoua.

## Leben
Barthélemy Yaouda Hourgo empfing am 16. Juni 1996 die Diakonenweihe für das Bistum Maroua-Mokolo. Der Bischof von Maroua-Mokolo, Philippe Albert Joseph Stevens PFE, spendete ihm am 8. November 1997 die Priesterweihe.
Papst Benedikt XVI. ernannte ihn am 31. Mai 2008 zum Bischof von Yagoua. Der Sekretär der Kongregation für die Evangelisierung der Völker, Robert Sarah, spendete ihm am 1. Oktober desselben Jahres die Bischofsweihe; Mitkonsekratoren waren Simon-Victor Tonyé Bakot, Erzbischof von Yaoundé, und Philippe Albert Joseph Stevens PFE, Bischof von Maroua-Mokolo. 